# Stetten (Lac de Constance)
Pour les articles homonymes, voir Stetten.
Stetten est une commune de Bade-Wurtemberg (Allemagne), située dans l'arrondissement du Lac de Constance, dans la région Bodensee-Oberschwaben, dans le district de Tübingen.

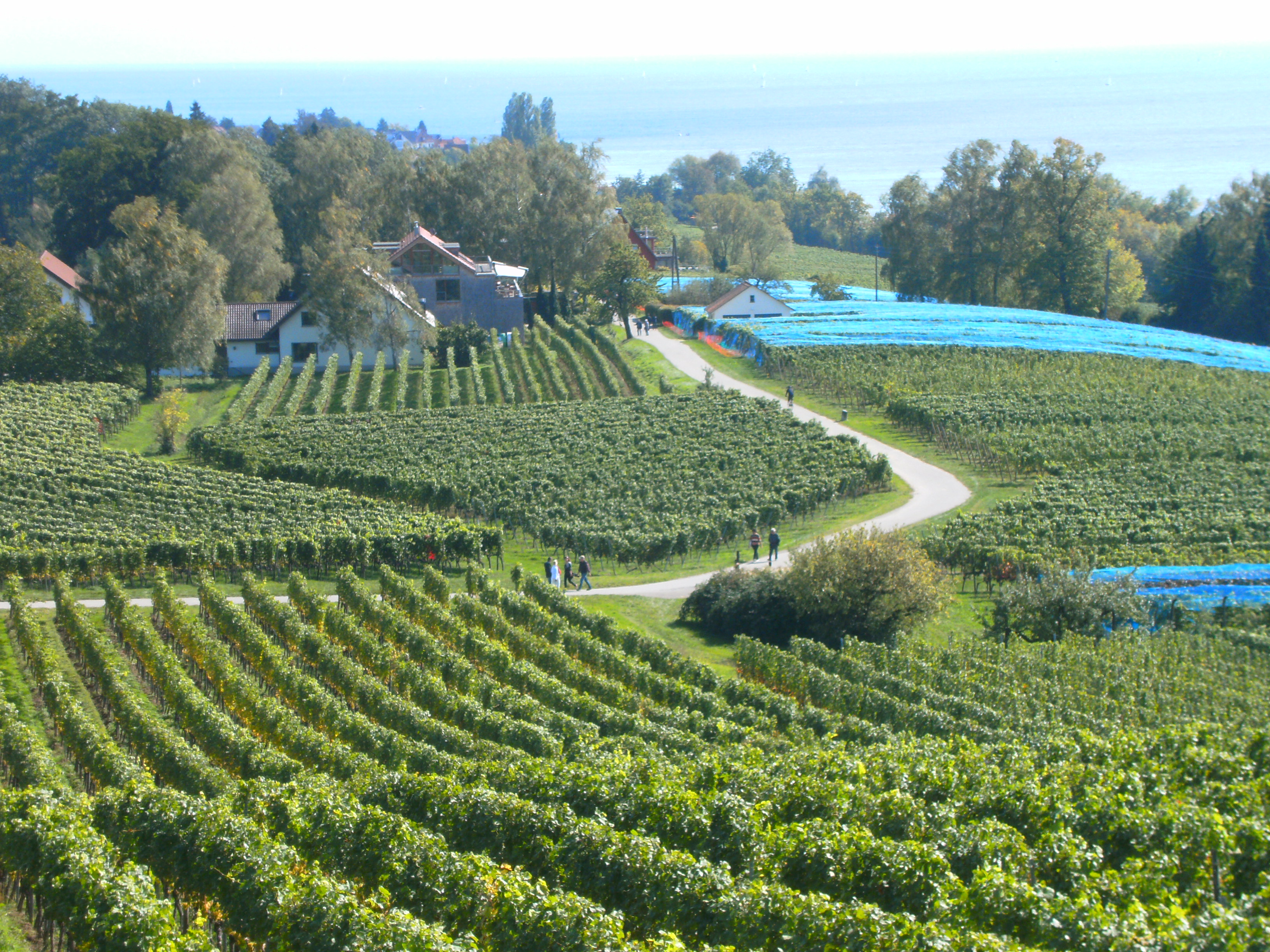
Vue du cimetière militaire allemand Meersburg-Lerchenberg, Allemagne, vers le domaine viticole Aufricht et le part de Stetten au bord du Lac de Constance

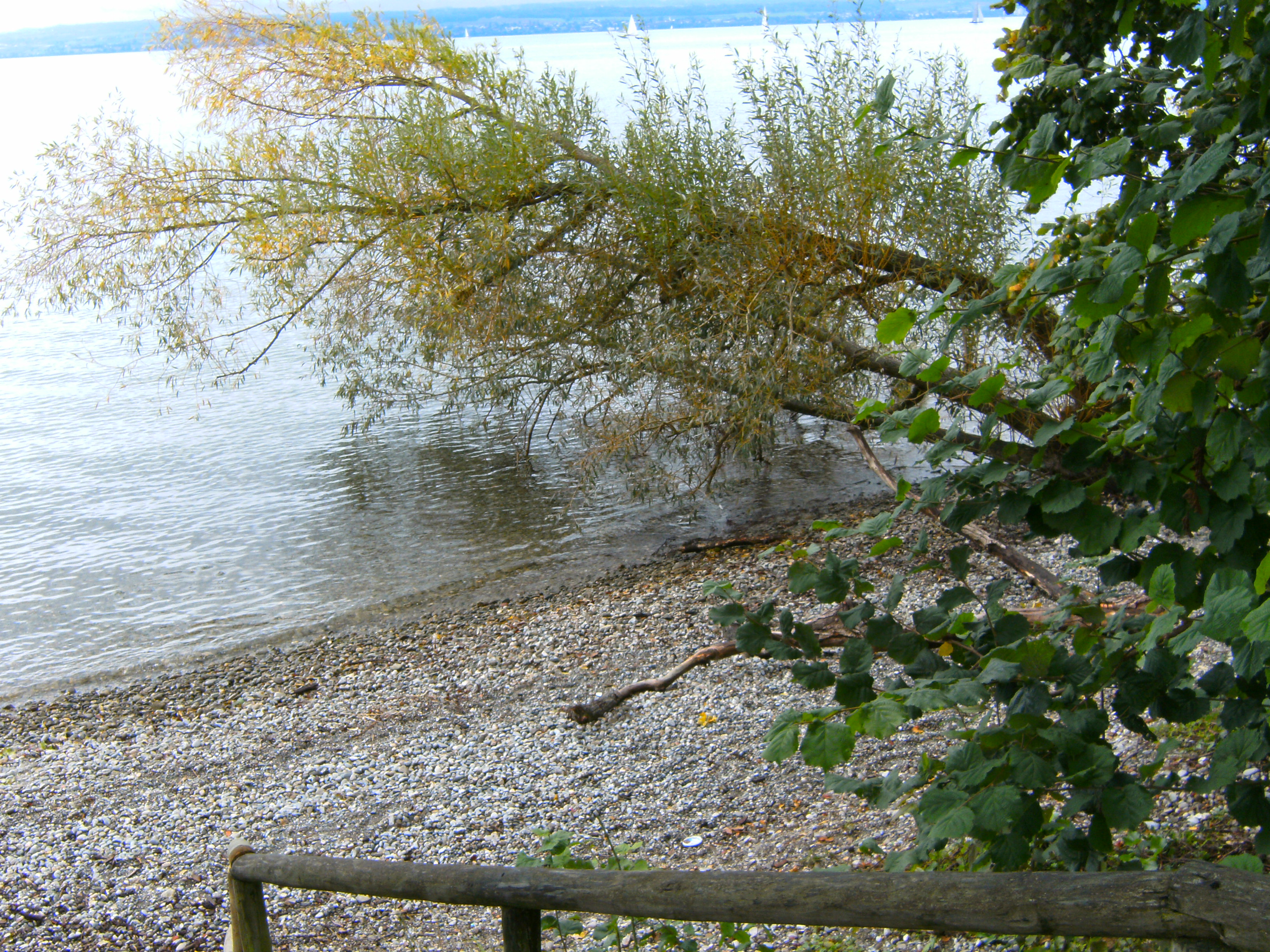
Les plages naturelles du village de Stetten (Lac de Constance) à côté du sentier de Meersburg à Hagnau

## Géographie
La commune de Stetten est située sur la rive nord-est du lac de Constance, à 70 km au Sud de Stuttgart et à 100 km à l'est de Munich. Stetten fait également face à la commune de Constance (Allemagne) située sur l'autre rive du Lac de Constance.

## Transports
Le bourg est au croisement de la départementale 31 et de la départementale 33. La départementale 31 mène à Überlingen en passant par Meerburg puis par Uhldingen-Mühlhofen et la départementale 33 conduit à Ravensbourg en passant par Markdorf.

## Jumelages

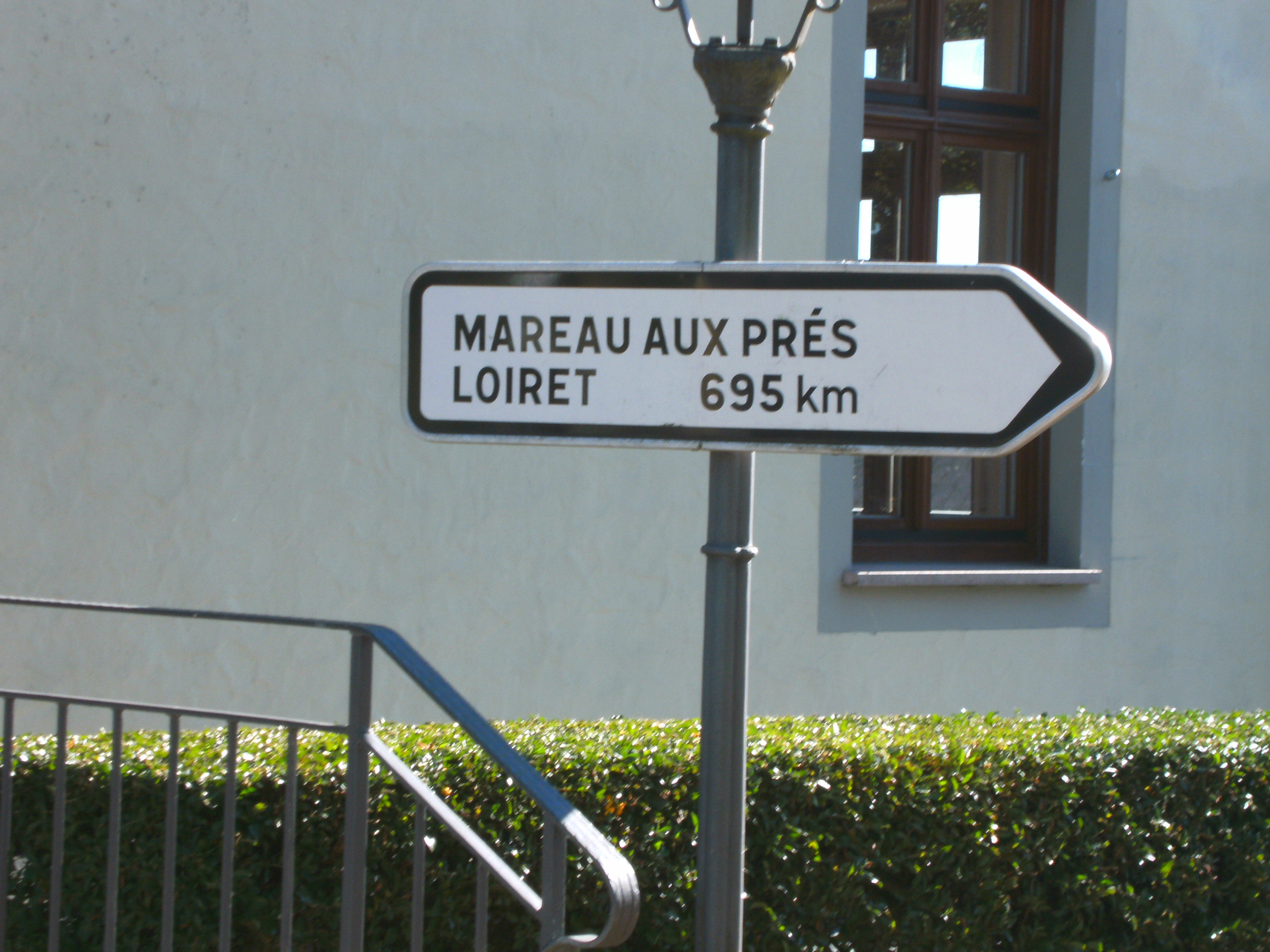
Stetten (Lac de Constance), Allemagne: Jumelage Mareau-aux-Prés

- Mareau-aux-Prés (France)